# (31724) 1999 JJ64
1999 JJ64 (asteroide 31724) é um asteroide da cintura principal. Possui uma excentricidade de 0.16612660 e uma inclinação de 8.36216º.
Este asteroide foi descoberto no dia 10 de maio de 1999 por LINEAR em Socorro.